# Mrežni uređaji
Mrežni uređaji su modem, hab, svič, ruter. Oni omogućavaju spajanje računarske mreže na Internet i protok podataka.

## Modem
Modem je uređaj koji šalje i prima informacije. Postoje Dail-up, ADSL, kablovski i bežični modemi.

## Hab
Hab prima signal, pojačava ga i šalje radnim stanicama (umreženim računarima). Ima sve manju primjenu, jer spada u red zastarjelih uređaja. Sastoji se od više portova koji se koriste za povezivanje više od dva računara u računarsku mrežu. Sve što stigne od podataka na jedan od njegovih portova, hab prosleđuje svima u mreži. Svaki od računara provjerava da li su podaci namijenjen njemu.

## Svič
Svič po izgledu podsjeća na hab, ali ima potpuno drugačiju ulogu u mreži. Svičem se kontrolišu podaci koji se prosljeđuju određenom računaru ili mrežnom uređaju. Svič razlikuje uređaje koji su povezani na njega.

## Ruter
Ruter razdvaja ali i povezuje dve računarske mreže. On omogućava saobraćaj između više računarskih mreža, zbog čega je ruter mrežni uređaj. Jednostavnije rečeno ruter s jedne strane je povezan na internet, a s druge strane na vašu privatnu lokalnu mrežu. Zahvaljujući njemu, možete se povezati sa više uređaja na internet, bezbedno, budući da svi ruteri imaju neki vid integrisane fizičke zaštite.